# Finestra (informatica)

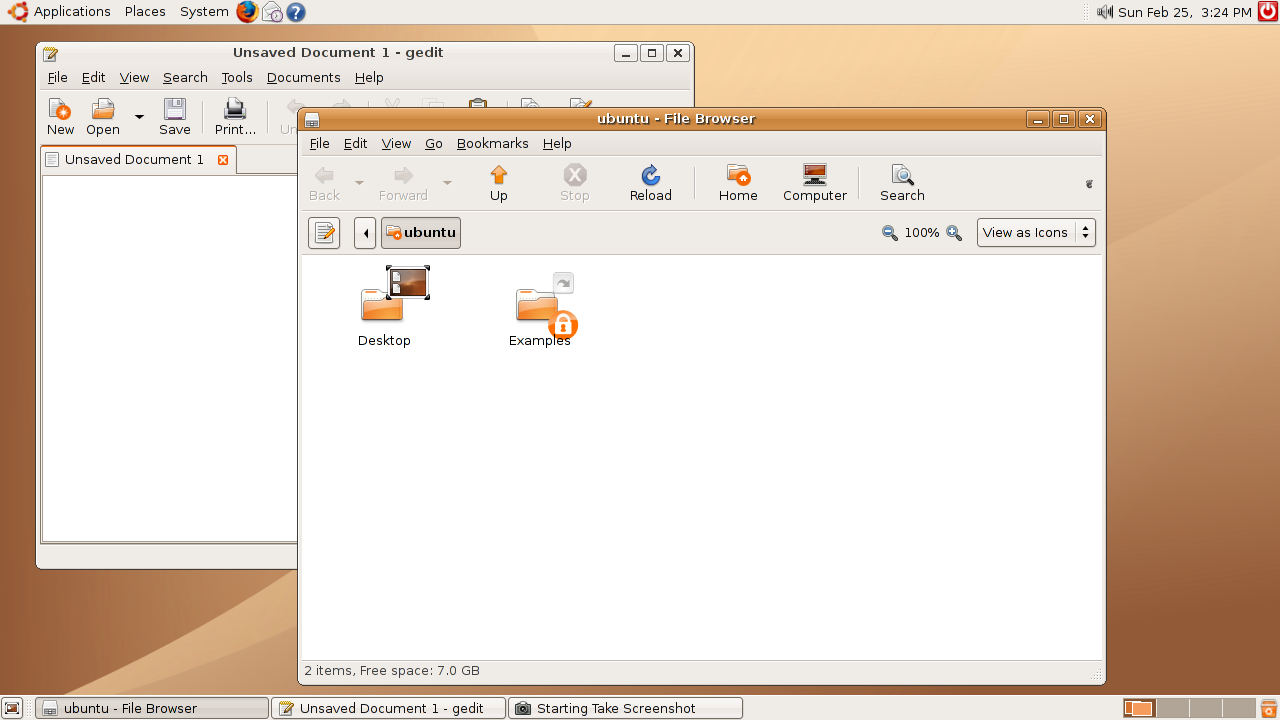
Un esempio di interfaccia grafica in Ubuntu, con due finestre visualizzate, una parzialmente sovrapposta all'altra.

In informatica, la finestra è un riquadro dello schermo di un computer in cui è possibile svolgere determinate operazioni: ad esempio, aprire una finestra di dialogo. È in genere un'area di forma rettangolare (talora quadrata), che espone al suo interno dei contenuti grafici all'utente. Si tratta di un componente essenziale di un'interfaccia grafica (GUI) di un sistema operativo (desktop environment), di una applicazione o di una pagina web.

## Descrizione

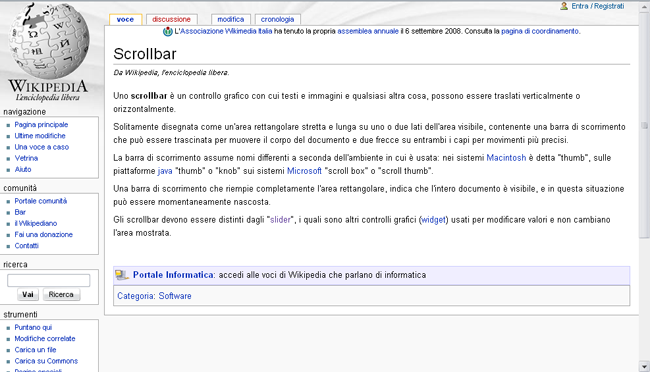
Esempio di barra di scorrimento su una pagina web

Permette l'interazione con l'utente mostrando i risultati o l'oggetto dell'elaborazione in corso (icone, file, testo, immagini ecc...) e accettando l'input e/o i comandi che questo vorrà impartire usando mouse, tastiera, touchpad e negli ultimi modelli di monitor la tecnologia a schermo tattile.
Una finestra si apre per effetto di un precedente comando impartito dall'utente sull'interfaccia grafica. Molto spesso è spostabile dall'utente sullo schermo per trascinamento, modificabile nelle dimensioni allargandola a schermo intero, riducendola ad icona sulla barra delle applicazioni tramite appositi pulsanti o allargandola/restringendola a proprio piacimento cliccando sui lati di questa. Infine può essere chiusa dall'utente stesso.
Più finestre possono essere aperte contemporaneamente e parzialmente sovrapposte tra loro con la possibilità di selezionare e visualizzare in primo piano quella desiderata e le altre tenute in secondo piano.
Se la finestra contiene molteplici elementi non tutti visibili contemporaneamente dall'utente è presente una barra di scorrimento, orizzontale o verticale, che ne permette la visualizzazione completa.
In diversi sistemi operativi l'aspetto grafico delle finestre può essere personalizzato dall'utente secondo i suoi desideri, assieme ad altri componenti grafici del desktop environment.
La finestra è costituita da:
- pulsante di ridimensionamento
- pulsante di ingrandimento
- pulsante di chiusura della finestra
- barra del titolo
- barra di scorrimento verticale
- barra di scorrimento orizzontale
- barra degli indirizzi
- barra dei menu
- barra di stato

## Storia
L'idea è stata sviluppata presso lo Stanford Research Institute (guidato da Douglas Engelbart). I loro primi sistemi supportavano più finestre, ma non c'era un modo ovvio per indicare i confini tra di loro (come i bordi delle finestre, le barre del titolo, ecc.).
La ricerca è continuata presso il Palo Alto Research Center/PARC di Xerox Corporation (guidato da Alan Kay). Hanno usato finestre sovrapposte.
Negli anni '80 il termine "WIMP", che sta per finestra, icona, menu, puntatore, è stato coniato al PARC.
Apple aveva lavorato brevemente con PARC in quel momento. Apple ha sviluppato un'interfaccia basata sull'interfaccia di PARC. È stato utilizzato per la prima volta su Lisa di Apple e successivamente sui computer Macintosh. Microsoft stava sviluppando applicazioni Office per Mac in quel momento. Alcuni ipotizzano che questo abbia dato loro accesso al sistema operativo Apple prima che fosse rilasciato e quindi influenzato il design del sistema a finestre in quello che alla fine sarebbe stato chiamato Microsoft Windows.

## Proprietà
Le finestre sono oggetti bidimensionali disposti su un piano chiamato metafora del desktop. In un moderno sistema di finestre completo di funzionalità possono essere ridimensionate, spostate, nascoste, ripristinate o chiuse.
Le finestre di solito includono altri oggetti grafici, possibilmente tra cui una barra dei menu, barre degli strumenti, controlli, icone e spesso un'area di lavoro. Nell'area di lavoro viene visualizzato il documento, l'immagine, il contenuto della cartella o un altro oggetto principale. Intorno all'area di lavoro, all'interno della finestra di delimitazione, possono esserci altre aree della finestra più piccole, a volte chiamate riquadri o pannelli, che mostrano informazioni o opzioni pertinenti. L'area di lavoro di una singola interfaccia del documento contiene un solo oggetto principale. Le "finestre secondarie" in più interfacce di documenti e le schede, ad esempio, in molti browser Web, possono rendere disponibili diversi documenti o oggetti principali simili all'interno di un'unica finestra principale dell'applicazione. Alcune finestre in Mac OS X hanno una funzione chiamata cassetto, che è un pannello che scorre fuori dal lato della finestra e per mostrare opzioni extra.
Le applicazioni che possono essere eseguite in un'interfaccia utente grafica o in un'interfaccia utente di testo possono utilizzare una terminologia diversa. GNU Emacs usa il termine 'finestra' per riferirsi a un'area all'interno del suo display mentre una finestra tradizionale, come quella controllata da un window manager X11, è chiamata 'frame'.
Qualsiasi finestra può essere suddivisa nella decorazione della finestra e nel contenuto della finestra, sebbene alcuni sistemi evitino intenzionalmente la decorazione della finestra come forma di minimalismo.

## Decorazione della finestra
Elementi tipici di una finestra. La decorazione della finestra è disegnata da un processo a livello di sistema operativo come un gestore di finestre. Il disegno del contenuto è compito del software applicativo.
La decorazione della finestra è una parte di una finestra nella maggior parte dei sistemi di finestre.
La decorazione di una finestra consiste in genere in una barra del titolo, di solito lungo la parte superiore di ciascuna finestra e un bordo minimo attorno agli altri tre lati. In Microsoft Windows questa è chiamata "area non client".
Nel layout predominante per le moderne decorazioni delle finestre, la barra superiore contiene il titolo di quella finestra e i pulsanti che eseguono azioni relative alle finestre come:
- Vicino
- Massimizza
- Minimizzare
- Ridimensiona
- Roll-up

Il bordo esiste principalmente per consentire all'utente di ridimensionare la finestra, ma anche per creare una separazione visiva tra il contenuto della finestra e il resto dell'ambiente desktop.
Le decorazioni delle finestre sono considerate importanti per la progettazione dell'aspetto di un sistema operativo e alcuni sistemi consentono la personalizzazione dei colori, degli stili e degli effetti di animazione utilizzati.

### Bordo della finestra
Il bordo della finestra è un componente di decorazione della finestra fornito da alcuni gestori di finestre, che appare intorno alla finestra attiva. Alcuni gestori di finestre possono anche visualizzare un bordo attorno alle finestre di sfondo. In genere i bordi della finestra possono essere utilizzati per fornire il movimento della finestra che consente di spostare o ridimensionare la finestra utilizzando un'azione di trascinamento. Alcuni gestori di finestre forniscono bordi inutili che sono puramente decorativi e non offrono alcuna funzione di movimento delle finestre. Questi gestori di finestre non consentono di ridimensionare le finestre utilizzando un'azione di trascinamento sul bordo.

### Barra del titolo
La barra del titolo è un elemento di controllo grafico e parte della decorazione della finestra. fornito da alcuni gestori di finestre. Per convenzione si trova nella parte superiore della finestra come una barra orizzontale. La barra del titolo viene generalmente utilizzata per visualizzare il nome dell'applicazione o il nome del documento aperto e può fornire pulsanti della barra del titolo per ridurre a icona, ingrandire, chiudere o arrotolare le finestre dell'applicazione. In genere le barre del titolo possono essere utilizzate per fornire il movimento della finestra che consente di spostare la finestra sullo schermo utilizzando un'azione di trascinamento.
Il testo predefinito della barra del titolo spesso incorpora il nome dell'applicazione e/o del suo sviluppatore. Anche il nome dell'host che esegue l'applicazione viene visualizzato frequentemente. Possono esistere vari metodi (selezioni di menu, sequenze di escape, parametri di configurazione, opzioni della riga di comando - a seconda dell'ambiente di elaborazione) per fornire all'utente finale un certo controllo sul testo della barra del titolo. Le applicazioni orientate al documento come un editor di testo possono visualizzare il nome del file o il percorso del documento in fase di modifica. La maggior parte dei browser web sarà rendere il contenuto del elemento HTML titlenella barra del titolo, a volte con prefisso o postfisso dal nome dell'applicazione. Google Chrome e alcune versioni di Mozilla Firefox posizionano le proprie schede nella barra del titolo. In questo modo non è necessario utilizzare la finestra principale per le schede, ma in genere il titolo viene troncato.
La barra del titolo contiene spesso widget per i comandi di sistema relativi alla finestra, come i pulsanti di ingrandimento, riduzione a icona, rollup e chiusura; e può includere altri contenuti come l'icona di un'applicazione, un orologio, ecc.
In molte interfacce utente grafiche, comprese le interfacce Mac OS e Microsoft Windows, l'utente può spostare una finestra afferrando la barra del titolo e trascinando.

#### Pulsanti della barra del titolo
Alcuni gestori di finestre forniscono pulsanti sulla barra del titolo che forniscono la possibilità di ridurre a icona, ingrandire, arrotolare o chiudere le finestre dell'applicazione. Alcuni gestori di finestre possono visualizzare i pulsanti della barra del titolo nella barra delle applicazioni o nel pannello delle attività, piuttosto che nelle barre del titolo.
I seguenti pulsanti possono essere visualizzati nella barra del titolo:
- Vicino
- Massimizza
- Minimizzare
- Ridimensiona
- Roll-up (o WindowShade)

Si noti che un menu contestuale potrebbe essere disponibile da alcuni pulsanti della barra del titolo o facendo clic con il pulsante destro del mouse.

#### Icona della barra del titolo
Alcuni gestori di finestre visualizzano una piccola icona nella barra del titolo che può variare a seconda dell'applicazione su cui appare. L'icona della barra del titolo può comportarsi come un pulsante di menu o può fornire una funzione di menu contestuale. Le applicazioni OS X hanno comunemente un'icona proxy accanto al titolo della finestra che funziona come l'icona del documento nel file manager.

#### Icona di stato del documento
Alcuni gestori di finestre visualizzano un'icona o un simbolo per indicare che il contenuto della finestra non è stato salvato o confermato in qualche modo: Mac OS X mostra un punto al centro del pulsante di chiusura; Il sistema operativo RISC aggiunge un asterisco al titolo.

#### Gestori di finestre di affiancamento
Alcuni gestori di finestre di affiancamento forniscono barre del titolo che sono puramente a scopo informativo e non offrono controlli o menu. Questi gestori di finestre non consentono di spostare le finestre sullo schermo utilizzando un'azione di trascinamento sulla barra del titolo e possono anche servire allo scopo di una riga di stato dai gestori di finestre impilati.

#### Nei sistemi operativi più diffusi
| OS                | Icona | indietro | Vicino | Massimizza | Barra dei menu | Minimizzare | Pin (Mantieni in primo piano) | Ridimensiona | Roll-up (Window shade) | Stato | Menù contestuale | Note |
| ----------------- | ----- | -------- | ------ | ---------- | -------------- | ----------- | ----------------------------- | ------------ | ---------------------- | ----- | ---------------- | --- |
| Mac OS            | sì    |          | sì     | sì         |                | sì          |                               | sì           |                        | sì    |                  | I pulsanti si trovano sul lato sinistro della barra del titolo. Icon è un proxy per la rappresentazione del filesystem del documento.               |
| RISC OS           |       | sì       | sì     | sì         |                | sì          |                               | sì           |                        | sì    |                  | |
| Microsoft Windows | sì    |          | sì     | sì         | sì             | sì          |                               | sì           |                        |       | sì               | L'icona è il menu delle azioni della finestra |
| Linux / Unix      | sì    | sì       | sì     | sì         | sì             | sì          | sì                            | sì           | sì                     |       | sì               | Molti gestori di finestre X per Linux/Unix consentono la personalizzazione del tipo e della posizione dei pulsanti mostrati nella barra del titolo. |

## Galleria d'immagini

Esempio di Barra delle applicazioni
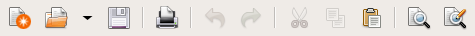
Esempio di Barra degli strumenti
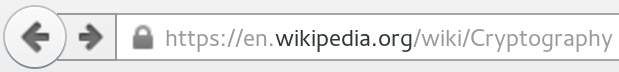
Esempio di barra degli indirizzi
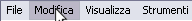
Generica barra del menu, con cursore posizionato sul secondo menu